# Sixteen
Sixteen (кор. 식스틴, с англ. — «Шестнадцать», стилизуется SIXTEEN) — южнокорейские реалити-шоу на выживания, спродюсированный компанией JYP Entertainment и транслировавшийся на телеканале Mnet. Целью шоу было отобрать участниц для новой женской группы компании. В шоу приняло участие 16 стажёров самых разных возрастов и национальностей. С самого начала было неизвестно сколько участниц войдёт в группу. Стажёры были разделены на две команды: MAJOR и MINOR. По итогам шоу, дебютировать смогут только те, кто продержится в MAJOR до конца. Все шестнадцать девушек были оценены не только за их певческие и танцевальные способности, но и за харизму и индивидуальность. Премьера шоу состоялась 5 мая 2015 года и продлилась в течение десяти эпизодов до 7 июля на Mnet.

## Перед шоу
Начиная с 13 апреля 2015 года, JYP Entertainment (JYPE) начал выпускать профили 16 кандидаток через канал Mnet и на Sixteen канале YouTube. Среди конкурсанток было объявлены три стажерки из Японии, одна из Таиланда, одна из Канады и одна стажёрка из Тайваня. Было дано некоторое представление о формате шоу, показав, что семь из конкурсанток шоу уже были кандидатками на новую гёрл-группу, в то время как остальные девять будут стремиться попасть в финал.

### Конкурсантки
| #  | Имя                              | Дата рождения |
| -- | -------------------------------- | ------------- |
| 1  | Им Наён (임나연)                 | 22.09.1995    |
| 2  | Ю Чонён (유정연)                 | 10.11.1996    |
| 3  | Хираи Момо (平井 もも)           | 09.11.1996    |
| 4  | Минатодзаки Сана (湊崎 紗夏)     | 29.12.1996    |
| 5  | Пак Чжихё (박지효)               | 01.02.1997    |
| 6  | Мёи Мина (名井 南)               | 24.03.1997    |
| 7  | Сон Минён (송민영)               | 27.02.1998    |
| 8  | Пак Чживон (박지원)              | 20.03.1998    |
| 9  | Ким Дахён (김다현)               | 28.05.1998    |
| 10 | Сон Чеён (손채영)                | 23.04.1999    |
| 11 | Чжоу Цзыюй (周子瑜)              | 14.06.1999    |
| 12 | Ли Чэён (이채연)                 | 11.01.2000    |
| 13 | Ким Ынсо (김은서)                | 14.11.2000    |
| 14 | Чон Соми (전소미)                | 09.03.2001    |
| 15 | Ли Чэрён (이채령)                | 05.06.2001    |
| 16 | Нэтти (Анатчая Супатипон) (나띠) | 30.05.2002    |

## Эпизоды
- 1 эпизод (5 мая 2015)
- 2 эпизод (12 мая 2015)
- 3 эпизод (19 мая 2015)
- 4 эпизод (26 мая 2015)
- 5 эпизод (2 июня 2015)
- 6 эпизод (9 июня 2015)
- 7 эпизод (16 июня 2015)
- 8 эпизод (23 июня 2015)
- 9 эпизод (30 июня 2015)
- 10 эпизод (7 июля 2015)

## Противоречия
Спор возник во время шоу, поскольку это было расценено как «эмоциональное насилие» к конкурсантам. Публика утверждала, что это «было жестоко» к тем, кто на шоу.
Противоречие возникло снова в заключительном эпизоде, когда Момо, ранее устраненная участница, был возвращена к заключительному составу Twice. Фанаты стали скептически относиться к мотивации этого решения. Позже представитель JYPE заявил, что «Момо является исключительным в танце и исполнении. Мы верили, что она станет отличным дополнением к действительно завершенному составу Twice».
На следующий день после финального эпизода JYPE выпустил короткое заявление о добавлении Момо и Цзыюй в окончательный состав группы: «Мы приносим извинения за то, что не смогли четко сообщить процесс отбора, и мы хотели бы объяснить это подробно ещё раз. Условием выбора в качестве окончательного участника было голосование зрителей. Однако перед финальным эпизодом мы подумали, что семь участниц, отобранных официально, могут оставить желать лучшего. Итак, в дополнение к семи, мы решили, что одна участница будет добавлена исключительно из мнений зрителя (Цзыюй) и одна из исключительно мнения Пак Чин Ёна (Момо)».

## Ранг
Итоговые рейтинговые позиции шестнадцати конкурсантов и их результаты.
| Номер | Имя    | Ранг       |
| ----- | ------ | ---------- |
| 1.    | Чжихё  | Победитель |
| 2.    | Сана   | Победитель |
| 3.    | Чеён   | Победитель |
| 4.    | Мина   | Победитель |
| 5.    | Чонён  | Победитель |
| 6.    | Наён   | Победитель |
| 7.    | Дахён  | Победитель |
| 8.    | Минён  | Исключена  |
| 9.    | Соми   | Исключена  |
| 10.   | Нэтти  | Исключена  |
| 11.   | Цзыюй  | Исключена* |
| 12.   | Чэрён  | Исключена  |
| 13.   | Чживон | Исключена  |
| 14.   | Момо   | Исключена* |
| 15.   | Ынсо   | Исключена  |
| 16.   | Чэён   | Исключена  |

- Примечание: Цзыюй и Момо были позже добавлены к группе.

## После шоу
Twice дебютировали в составе 9 человек 20 октября 2015 года с мини-альбомом The Story Begins и песней «Like Ooh-Ahh».
После того, как шоу закончилось, Чживон решила оставить агентство и перейти в другое.
Вскоре после ухода Чживон, Минён стала второй участницей Sixteen покинувшим JYP. Она сказала: Я буду преследовать свои мечты где-то в другом месте. Я не сдаюсь. В то время как я была в агентстве, я хотела общаться с поклонниками, но я была расстроена, потому что я не смогла. Я хотела сказать, что получила все подарки, которые вы мне прислали… Я очень благодарна, они были для меня большим источником силы.
В начале 2016 года Соми участвовала в шоу на выживании от Mnet Produce 101, премьера которого состоялась 22 января. Она заняла первое место и дебютировала в временной гёрл-группе I.O.I менее года. 20 августа 2018 года JYPE опубликовал официальное заявление на своем веб-сайте о том, что Соми расторгла контракт и покинула компанию. Позже в сентябре 2018 года она подписала эксклюзивный контракт с суб-лейблом YG Entertainment, The Black Label. 13 июня 2019 года дебютировала в качестве сольного исполнителя.
В 2017 году Ынсо, Чэён и Нэтти также решили покинуть JYPE.
В июле 2017 года, Ынсо, Нэтти и Чживон участвовали в шоу на выживании от Mnet Idol School. Чживон финишировала на шестом месте и дебютировала в качестве участницы Fromis 9.
В середине 2018 года Чэён участвовала в шоу на выживании от Mnet Produce 48 представляя WM Entertainment. Она заняла 12-е место и дебютировала в составе южнокорейско-японской гёрл-группы IZ*ONE в октябре 2018 года.
В феврале 2019 года дебютировала новая гёрл-группа от JYP Entertainment под названием Itzy. Одной из участниц стала Ли Чэрён, единственная кто остался в агентстве, со времён Sixteen.
6 апреля 2020 Нэтти подписала контракт с Swing Entertainment. Её дебют состоялся 7 мая с синглом «Nineteen».
В феврале 2021 Минён открыла свой YouTube-канал, где пояснила, что за всё время (после шоу) она работает в международной школе. Она планирует возобновить свою деятельность.